# والنات (کالیفرنیا)
والنات (به انگلیسی: Walnut) شهری در شهرستان لس‌آنجلس، کالیفرنیا ایالت کالیفرنیا است که در سرشماری سال ۲۰۱۰ میلادی، ۲۹۱۷۲ نفر جمعیت داشته است.